# برامج تشخيص أعطال
برامج تشخيص الأعطال هي برامج تستخدم لتحديد القطعة المسببة للمشكلة، وأحيانا إصلاح الخلل الموجود عن طريق هذه البرامج.

## أنواع برامج تشخيص الأعطال
هناك خمسة أنواع من برامج تشخيص الأعطال هي :
- 1 برنامج الـ POST، يقوم باختبار القطع الأساسية عند بداية تشغيل الجهاز، وقبل البدء بتحميل نظام التشغيل.
- 2 برامج مدمجة مع نظام التشغيل، مثل برنامج سكان ديسك والبت الأكثر أهمية وmsconfig وTask Manager والغاء التجزئة.
- 3 برامج الصيانة المتخصصة، وغالبا ماتباع بشكل تجاري، وعامة الاستخدام مثل Norton Utility وTuneUp Utility وChekit.
- 4 برامج تم إضافتها في الجهاز عن طريق الشركة المصنعة له. فكثيرا ماتُرفق الشركات الكبيرة المُصنعة لأجهزة الحاسب (مثل IBM وHP وDell) مع أجهزتها برامج خاصة بالصيانة، وأحيانا من الممكن تحميل بعض هذه البرامج من موقع الشركة المُصنعة على الإنترتت.
- 5 برامج صيانة مرفقة مع بعض قطع الكمبيوتر، مثل كروت الـ SCSI أو كروت الشبكة أو الطابعة حيث يتم تحميله بالحاسب الألي مع التعريف الخاص بها, ويمُكـّن هذا البرنامج المستخدم من فحص وصيانة عدد من مشاكل الطابعات، منها تنظيف رأس الطابعة أو التأكد من حالة توصيل بين الحاسب الألي والطابعة.

تابراهيم